# Бірадикал
Бірадика́л, дирадика́л (рос. бирадикал, англ. biradical) — хімічна частинка з парним числом електронів та із двома радикальними центрами, які є практично незалежними.

## Бірадикал. Загальний опис.
Бірадикали можуть мати принаймні два різні електронні стани з різною мультиплетністю — синглетний (спарені електрони) або триплетний (неспарені електрони). Найнижчий енергетичний триплетний рівень бірадикала лежить нижче або трошки вище від його синглетного рівня. Вільні радикали, що містять два неспарені електрони на двох окремих атомах, істотно стабілізуються, якщо ці атоми розділені кон'югованою ароматичною системою зв'язків (наприклад, бірадикал Чичибабіна).
Слід відрізняти від бірадикалоїдів, де два радикальні центри взаємодіють між собою, та триплетних карбенів, де два радикальних центри локалізовані на одному й тому ж атомі.
| Tschitschibabin biradical (1907) |  | Yang biradical (1960) |  | Coppinger biradical (1962) |
| Tschitschibabin biradical (1907) |  | Yang biradical (1960) |  | Coppinger biradical 1962   |